# Juana Dib
Juana Dib (Ciudad de Salta, 2 de agosto de 1924 - ibíd. 29 de agosto de 2015) fue una poetisa, periodista y maestra argentina.
Hija de padres sirios cristianos greco-ortodoxos procedentes de Tumín, en la provincia de Hama, fue la tercera de once hermanos.
Se formó y ejerció la docencia y fue profesora de español y redacción administrativa. Enseñó a muchos inmigrantes e hijos inmigrantes a hablar y escribir español. Fue vocal de la Caja de Previsión Social de la Provincia, Miembro del Centro Salteño de Investigaciones de la Cultura Árabe y de la Federación de Entidades Argentino Árabes filial Salta.
Gran parte de su producción fue traducida por Zaki Konsol, Juan Yacer y Michael Nooman; más publicada en diarios y revistas sirios y libaneses. Tras su muerte, la Unión Sirio-libanesa de Salta la describió como «una excelsa poetisa, escritora y guía intelectual de la causa árabe».

## Libros
- El milagro de una rosa (1ª edición). 1982. Poemas.[4]
- Las Doradas (1ª edición). Edición del Autor. 1989. ISBN 978-950-43-5057-6.
- Las Dos Vertientes (1ª edición). Gráfiker. 1993. ISBN 978-987-99003-9-0.
- La Mandragora (1ª edición). Ministerio de Educación de la Provincia de Salta. 1993. ISBN 978-987-99601-0-3.
- Las Invitadas (1ª edición). Del Robledal. 2000. ISBN 978-987-9364-08-6.
- El Páramo que clama (1ª edición). Del Robledal. 2001. ISBN 978-987-9364-15-4.
- Viajeros del Orontes (1ª edición). Ministerio de Educación de la Provincia de Salta. 2002. ISBN 978-987-98838-8-4.
- Poblada de Voces (1ª edición). Víctor Manuel Hanne Editor. 2008. ISBN 978-987-9140-82-6.
- Elegía a Palestina (1ª edición). Víctor Manuel Hanne Editor. 2009. ISBN 978-987-1578-13-9.
- Flores naturales (1ª edición). Ministerio de Educación de la Provincia de Salta. 2010. ISBN 978-987-1196-65-4.
- Hierro Dulce (1ª edición). Víctor Manuel Hanne Editor. 2014. ISBN 978-987-1933-61-7.
- Destino - Argentina (1ª edición). Fondo Editorial Secretaría de Cultura de la Provincia de Salta. 2015. ISBN 978-987-1929-37-5. (Póstumo).[5]

## Premios
- 1993, Premio del Concurso de Poesía para Autores Éditos de la Dirección Provincial de Cultura de Salta.[6]
- 2010, Premio del Concurso Provincial de Novela de la Secretaría de Cultura de la Provincia de Salta.[7]